# Tomo Miličević
Tomislav "Tomo" Miličević (Sarajevo, 3 de setembro de 1979) é um guitarrista croata-americano que atualmente reside nos Estados Unidos, conhecido por ter sido o principal guitarrista da banda 30 Seconds to Mars.

## Biografia
De etnia croata, seus pais, Tonka e Damir Miličević, mudaram-se para Troy (Michigan) quando Tomo estava no terceiro ano. É o irmão mais novo da modelo e atriz Ivana Miličević e o irmão mais velho de Filip.
É conhecido por ter sido o guitarrista dos 30 Seconds to Mars durante 15 anos, mas antes de ter entrado nessa banda, andava numa pequena banda chamada Mophic.
Nos seus tempos de adolescência, Tomo foi baleado numa perna, mas numa entrevista disse que não sentiu nada e queria manter a bala na sua perna, embora os médicos a tivessem retirado.

## Carreira
Tomo praticou para ser um violinista de concerto; ele começou a tocar quando tinha 3 anos. O seu tio, Bill Miličević é músico profissional e professor na universidade de música de Michingan. Tomo não gostava de guitarras até que descobre o Rock na sua adolescência. A partir daí ficou fã de Nirvana, "Nevermind" foi o primeiro álbum que ele comprou com o seu próprio dinheiro. Mais tarde, Ivana levou-o a ver Nirvana ao vivo, o primeiro concerto de rock a que ele foi.
Tomo com a ajuda do seu pai fez uma guitarra, que na realidade lhe iria custar mais que uma verdadeira. Tomo tem estado a tocar guitarra profissionalmente há anos. Ele começou a escrever as suas próprias músicas aos 17 anos.
Mais tarde tocou numa banda pequena de Michigan chamada Morphic.
Uma vez, depois de os Morphic terem acabado, Tomo vendeu todos os seus instrumentos.
Um dia, Shannon Leto, de quem ele tinha contato, lhe falou de uma audição para a banda 30 Seconds to Mars
A guitarra que ele e o seu pai construíram (Dolphin Telecaster com distorção e delay) foi tocada na gravação do álbum dos 30 Seconds to Mars, A Beautiful Lie (2005) na música A Modern Myth. Ele disse numa entrevista que depois de gravar chamou o seu pai para lhe dizer que ele usou a guitarra.
Juntou-se à banda 30 Seconds to Mars em 2003 e permaneceu até 2018, onde via Twitter afirmou que estava deixando a banda. Especulavam que era por problemas pessoais em março de 2018 no inicio da turnê do álbum "America", e no dia 11 de Junho de 2018 deixou a banda depois de 15 anos.